# Puntos Corazón
Puntos Corazón o también de manera común en francés Points Cœur es una organización no gubernamental humanitaria de origen católico no adscrita a la iglesia católica, fundada en 1990.

## Historia
Puntos Corazón nació el 4 de enero de 1990 en Paraná, Argentina, por iniciativa del Padre Thierry de Roucy, entonces Superior General de la Congregación de los Siervos de Jesús y María, con la intención de dar vida a pequeñas comunidades de jóvenes que pudieran acoger a niños desamparados, abandonados o víctimas de violencia.
Las dos primeras casas, denominadas "Points-Cœur" en 1990, se establecieron en Argentina y Barasil, y fueron dirigidas por once voluntarios. Entre 1992 y 1999 se abrieron otras 24 en 15 países. En 1999, 150 voluntarios de 15 países se desplegaron en 20 países. 

## Otras instituciones de Punto Corazón
Después de Points-Cœur, Thierry de Roucy creó tres asociaciones de sacerdotes y monjas que en 2017 tenían alrededor de cien miembros:
- La Fraternidad Molokai reúne a seminaristas y sacerdotes al servicio de la misión Points-Cœur, bajo el nombre de San Damián de Molokai , “el Apóstol de los leprosos”.
- Fundada en 1994 , las Siervas de la Presencia de Dios es la rama religiosa de Points-Cœur, que reúne a mujeres que viven desde el carisma de Points-Cœur según el estado religioso apostólico. Reconocida por la diócesis de Fréjus-Toulon como una asociación privada de fieles con vistas a convertirse en un instituto religioso . Viven en pequeñas comunidades de cinco o seis repartidas en 4 prioratos: en Flassans-sur-Issole (Francia), en Perú , El Salvador y en Argentina . Hoy son 33 hermanas de 7 nacionalidades diferentes.
- La Fraternidad Saint-Maximilien-Kolbe reúne a laicos que viven del carisma de Points-Cœur en el mundo, bajo el nombre de San Maximiliano Kolbe .